# An Hermans
Anna (An) Hermans (ur. 23 września 1944 w Heusden-Zolder) – belgijska i flamandzka polityk, nauczyciel akademicki, działaczka społeczna i samorządowa, posłanka do Parlamentu Europejskiego III kadencji, deputowana krajowa.

## Życiorys
Uzyskała uprawnienia nauczycielskie, po czym pracowała w szkole podstawowej. Po trzech latach powróciła na studia, specjalizując się w zakresie edukacji dorosłych i doktoryzując się z historii oświaty. Została nauczycielem akademickim na Katholieke Universiteit Leuven, gdzie doszła do stanowiska profesora. W 2004 przeszła na emeryturę.
Zaangażowała się również w działalność polityczną w ramach Chrześcijańskiej Partii Ludowej (przekształconej później w ugrupowanie Chrześcijańscy Demokraci i Flamandowie). W latach 1989–1994 z jej ramienia sprawowała mandat posłanki do Europarlamentu III kadencji. Od 1995 do 1999 była deputowaną do federalnej Izby Reprezentantów. Później została członkinią rady prowincji Brabancja Flamandzka, pełniła funkcję przewodniczącej tego gremium (2013–2016).
Została również przewodniczącą frakcji seniorów swojego ugrupowania, a w 2013 przewodniczącą działającej przy Europejskiej Partii Ludowej Europejskiej Unii Seniorów.